# Wayland (Kentucky)
Wayland è un comune degli Stati Uniti d'America, situato nello Stato del Kentucky, nella contea di Floyd.